# Adam Piaskowy
Adam Piaskowy (ur. 9 grudnia 1925, zm. 19 września 1980 w Krakowie) – polski lekkoatleta, mistrz Polski, uczestnik Mistrzostw Europy, reprezentant Cracovii.
Specjalizował się w biegu na 400 metrów. W barwach Cracovii sięgnął dwukrotnie po mistrzostwo Polski w sztafecie 4 x 400 m (1946 i 1947), był także dwukrotnie wicemistrzem w biegu na 400 m (1946 i 1947) oraz wicemistrzem w sztafecie 4 x 100 m (1946) i brązowym medalistą w tej sztafecie (1947).
Uczestniczył bez sukcesów w Mistrzostwach Europy w 1946, zajmując ostatnie miejsce w biegu eliminacyjnym na 400 m z czasem 52,6 (najsłabszym ze wszystkich 15 startujących w trzech biegach).
Rekordy życiowe:
- bieg na 200 m – 23,1 (16.08.1946)
- bieg na 400 m – 51,2 (28.07.1946)

Po zakończeniu kariery pracował jako sprawozdawca sportowy krakowskiej prasy.